# Partido judicial de Mollet del Vallés
El Partido judicial de Mollet del Vallés es uno de los 49 partidos judiciales en los que se divide la comunidad autónoma de Cataluña, siendo el partido judicial n.º 22 de la provincia de Barcelona.
El ámbito territorial, que viene regulado por el Real Decreto 529/1983, de 9 de marzo, comprende las localidades de:
La Llagosta, Martorellas, Mollet del Vallés, Montmeló, Parets, San Fausto de Campcentellas y Santa María de Martorellas de Arriba.